# グリーンリボン
グリーンリボン（英: green ribbon）は、移植医療普及、メンタルヘルス問題の啓発または環境保護運動のシンボルマーク。

## 移植医療普及

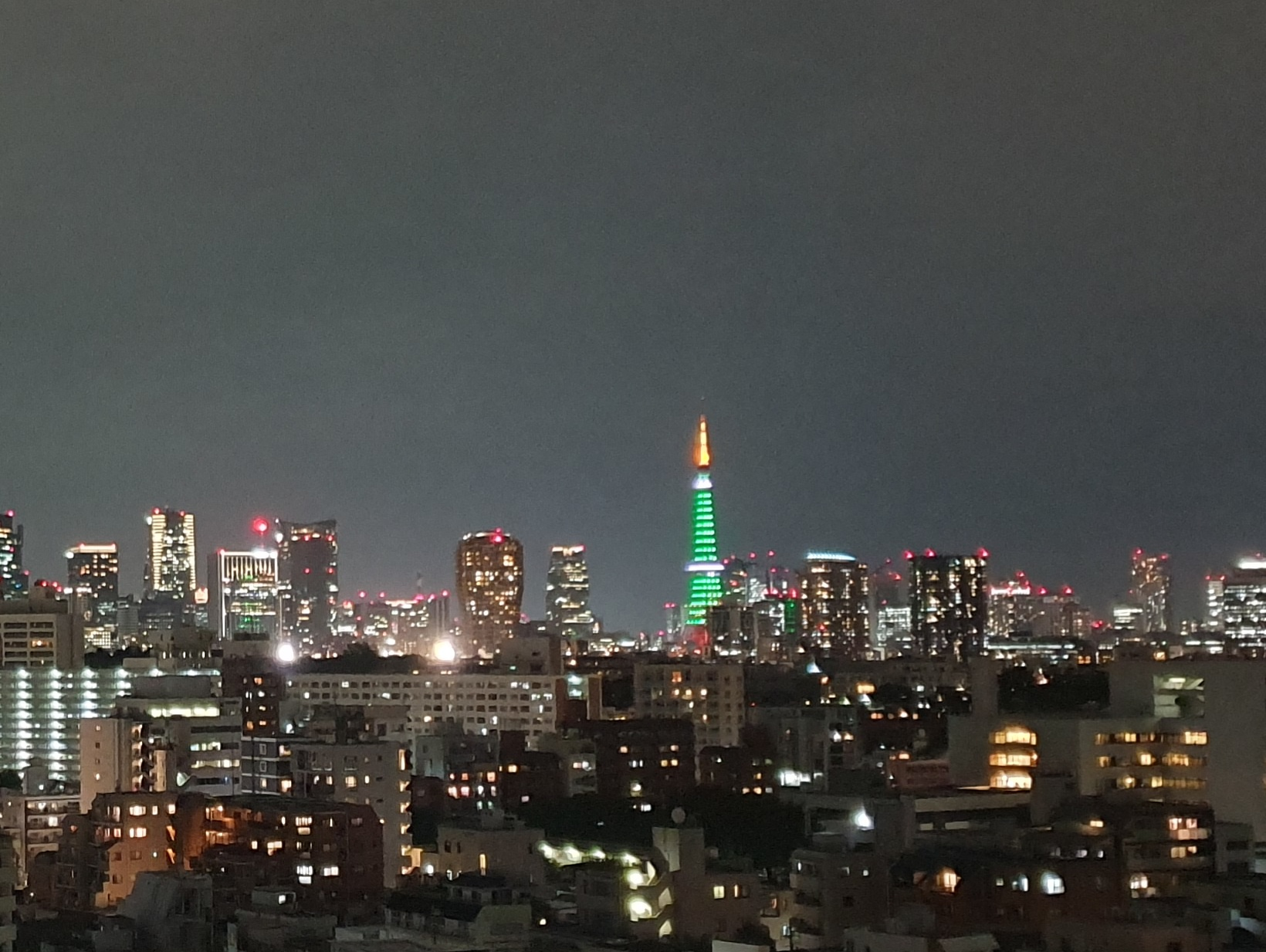
東京タワーのグリーンリボンデーのイルミネーション（2020年10月16日）

世界中で使用されている移植医療手術のシンボルマーク。キャッチコピーは「話そう。大切な人と。（We talk）」
緑は「成長と生命のつながり」を意味していると言われ、臓器提供者と移植が必要としている待機患者の「いのちの繋がり」という意味をこめてつけられたという。

## メンタルヘルス問題の啓発
メンタルヘルス問題に関する世間の意識や関心を高め、偏見や社会的スティグマを無くし、正しい知識を普及するための啓発活動で国際的に使用されているシンボルカラー。グリーンリボンは国際的なメンタルヘルスのシンボルであり、ピンバッジなどを身につけることで地域社会への支援や連携を表す。世界精神保健連盟（WFMH）が、1992年にメンタルヘルス問題に関する世間の意識を高め、ネガティブなステレオタイプ化に反論し、人々に体験発表の場を与えることを目的として、10月10日を「世界メンタルヘルスデー」と定め、グリーンのアウェアネス・リボンをシンボルに啓発活動を展開。その後、国連機関の世界保健機構（WHO）も賛同し、正式に国際デーと認められる。2020年の世界メンタルヘルスデーでは、マレーシアの国王と王妃もグリーンリボンのピンバッジを着用した。

## ウクライナ支援
2022年2月24日に発生したロシアによるウクライナ侵攻への抗議の意を示す行動としてロシア国内でグリーンリボンを着用する自発的な運動がある（デザインとしてアウェアネス・リボンである必要はない）。これはウクライナ語での緑が「ゼレーニー（зелений）」で、スラブ人の姓に見られる接尾辞の○○スキー（家族・一族の意味）が付くと大統領の名であるゼレンスキーになることに起因する。これがウクライナとの連帯を表すものとしてヨーロッパに広まりつつある。